# Oxyloma kanabense
Espèce
Statut de conservation UICN

 CR  : 
En danger critique
Oxyloma kanabense est une espèce d'escargots de la famille des Succineidae.

## Répartition
Cet escargot est endémique des États-Unis. 
Il se rencontre dans deux endroits du Sud-Ouest du pays :
- à Three Lakes, près de Kanab (Utah)[réf. nécessaire]
- et dans le parc national du Grand Canyon, dans l'oasis de Vasey's Paradise (en)[2].

## Systématique
Le nom valide complet (avec auteur) de ce taxon est Oxyloma kanabense Pilsbry, 1948.
Oxyloma kanabense a pour synonyme :
- Oxyloma (Neoxyloma) haydeni kanabensis Pilsbry, 1948
- Oxyloma haydeni kanabensis Pilsbry, 1948

Cet escargot a été collecté la première fois en 1909 par James Ferriss qui le classa dans le genre Succinea.[réf. nécessaire] La description actuelle provient des travaux en 1948 d'Henry Augustus Pilsbry.